# سفارة أرمينيا في كندا
سفارة أرمينيا في كندا هي أرفع تمثيل دبلوماسي لدولة أرمينيا لدى كندا. تقع السفارة في أوتاوا وهي تهدف لتعزيز المصالح الأرمينية في كندا.

## وصلات خارجية
- قائمة سفارات أرمينيا
- قائمة السفارات في كندا